# Virreinato de Volinia
El virreinato de Volinia (en ruso: Волынское наместничество) fue una división administrativo-territorial del Imperio ruso, creada a fines de 1795 después de la tercera partición de Polonia a partir de territorios del virreinato de Izyaslav y el voivodato de Volinia. Su capital era Zaslav (antes de 1795) y Novohrad-Volynskyi (después de 1795). Consistió en 13 uyezds. Se estableció el 24 de abril de 1793 como la gobernación de Zasłá y en 1795 pasó a llamarse Volinia. El 23 de diciembre de 1796 se transformó en la gobernación de Volinia.

## Historia

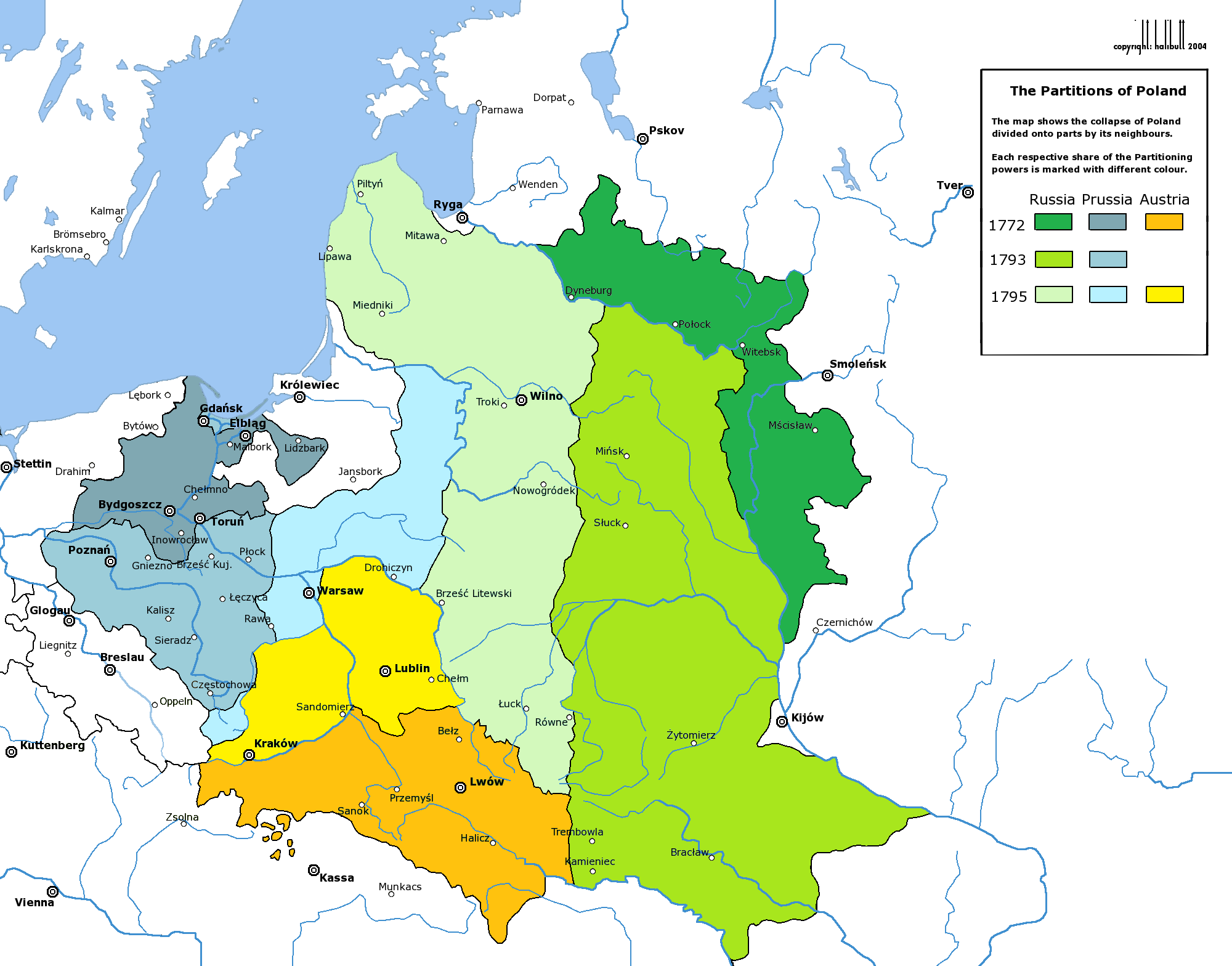
Las tres particiones de la Mancomunidad polaco-lituana.

Por decreto de la emperatriz Catalina II del 13 (24) de abril de 1793, se formó la gobernación de Zaslav (llamada así por la ciudad de Zaslav en el este de Volinia), que incluía los territorios del voivodato de Volinia y las partes del norte de la voivodato de Kiev. La residencia del gobernador general estaba ubicada en la ciudad de Zaslav.
La legislación polaca, en particular los Estatutos de Lituania, se mantuvieron dentro de la gobernación. Solo se abolieron las reglas medievales más anticuadas y se abolió la pena de muerte. La mayoría de los funcionarios locales permanecieron en el servicio civil. Los altos niveles de poder administrativo fueron ocupados por funcionarios rusos.
5 (16) de julio de 1795 La gobernación de Zaslav pasó a llamarse Volinia, el centro administrativo se trasladó a la ciudad de Zvyagel, que en esa ocasión pasó a llamarse Novohrad-Volynskyi (temporalmente sus instituciones administrativas estaban ubicadas en Zhytomyr).
El zar siguió una política reforzada de rusificación y unificación, tratando de lograr que las tierras recientemente anexadas cumplieran plenamente con la estructura de las gobernaciones "en todas las áreas de la vida". El diputado estaba subordinado al gobernador general de Minsk, Volinia y Podolsk.
En el curso de la introducción de estructuras de poder imperial en las tierras ucranianas, la gobernación de Volinia fue abolida de acuerdo con el decreto del emperador Pablo I del 12 (23) de diciembre de 1796. El territorio del uyezd de Radomyšl fue incluido en la gobernación de Kiev, y el resto de los uyezds en la recién creada gobernación de Volinia.

## Uyezds
- Vladimir
- Dabrovice
- Zhitomir
- Zaslav
- Kovel
- Labun
- Lutsk
- Novohrad-Volynskyi
- Ovruch
- Ostrog
- Rivne
- Radomysl
- Chudnivsky

## Gobernadores generales
- Michael Kretchenikov
- Timothy Tutolmin
- Vasily Sheremetev